# Luchtoorlog
Een luchtoorlog is een manier van oorlog voeren met behulp van militaire vliegtuigen en andere vliegmachines voor oorlogsdoeleinden. Een belangrijke middelen om een tegenstander afbreuk te doen zijn vaak tactische- en strategische bombardementen. De luchtoorlog ontwikkelde zich van observatie-luchtballonnen in de 18e eeuw via zeppelins, jachtvliegtuigen, bommenwerpers, radar, strategische bommenwerpers en atoombommen tot een high-tech oorlogsvoering met geavanceerde technieken zoals straaljagers, raketten, kruisraketten en onbemande luchtvaartuigen.
Een redelijk recente luchtoorlog heeft plaatsgevonden in de eindjaren van de Vietnamoorlog. Doordat de communisten de Amerikanen nog steeds dwarszaten tijdens een overeenstemming van een nieuw akkoord kondigde de toenmalige Amerikaanse president Nixon een zogenaamde totale luchtoorlog af. Gedurende bijna twee weken volgden de zwaarste tapijtbombardement uit de gehele oorlog.